# 孫中山紀念館 (南京)

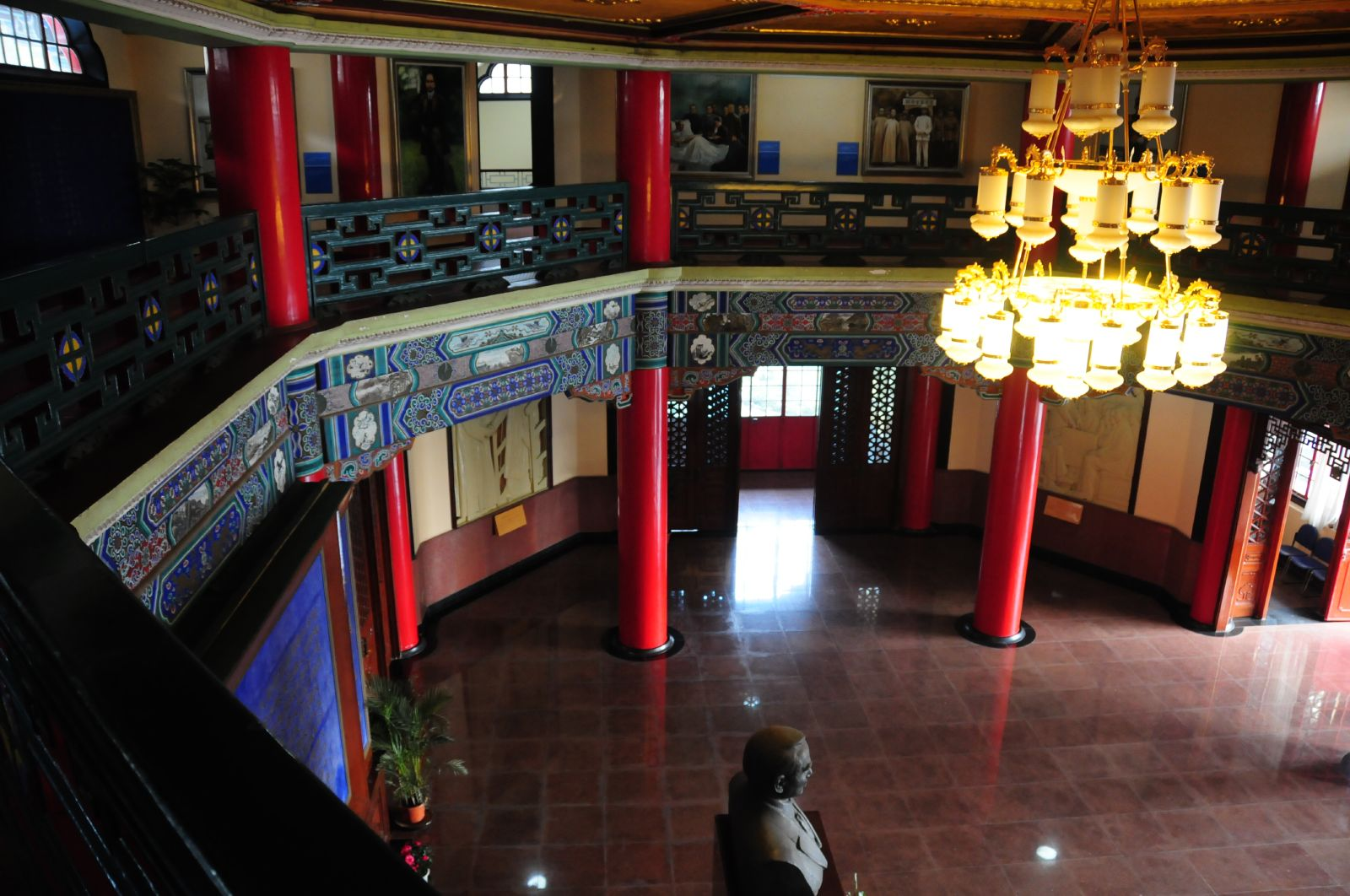
藏经楼内部

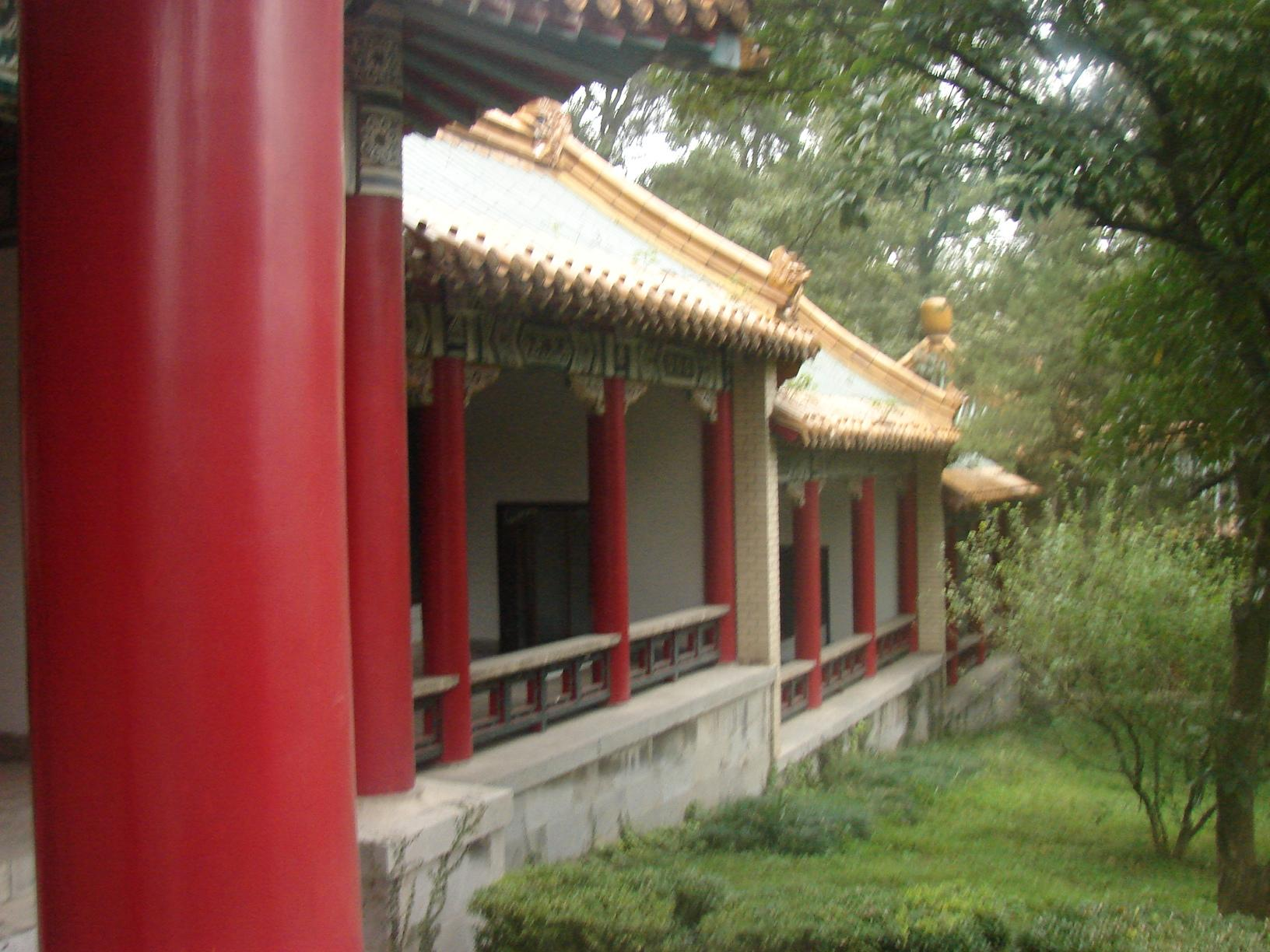
后部回廊

孫中山紀念館位於南京市中山陵園藏經樓。

## 建筑
- 主体建筑

藏书楼
- 回廊

## 外部連結
孫中山紀念館（页面存档备份，存于）